# Французская почта в Марокко
Французская почта в Марокко — почтовые отделения Франции, работавшие в Марокко с 1862 года до 1912 года, то есть до объявления Францией своего протектората над Марокко, когда там начала работать французская колониальная почта.

## Развитие почты
Первые французские почтовые отделения открылись на территории Марокко в 1862 году.
В связи с объявлением Францией протектората над Марокко в 1912 году там была организована французская колониальная почта. Функционирование последней на территории Французского Марокко продолжалось до тех пор, пока в 1956 году не было провозглашено независимое государство — Королевство Марокко.

## Выпуски почтовых марок

### Первые марки
1 января 1891 года специально для почтовых отделений в Марокко были выпущены почтовые марки Франции с надпечаткой номинала в испанской (марокканской) валюте. В первую серию были включены почтовые миниатюры, новая цена которых, согласно надпечатке, составляла 5, 10, 20, 25, 50 сентимо и 1 песету. Оригинальный рисунок марок «Мир и торговля» принадлежал французскому художнику Жюлю-Огюсту Сажу (фр. Jules-Auguste Sage), отсюда название этого марочного дизайна — тип Саж. Гравёром марок выступил Луи-Эжен Мушон.

Марки из первого выпуска французской почты в Марокко (1891)
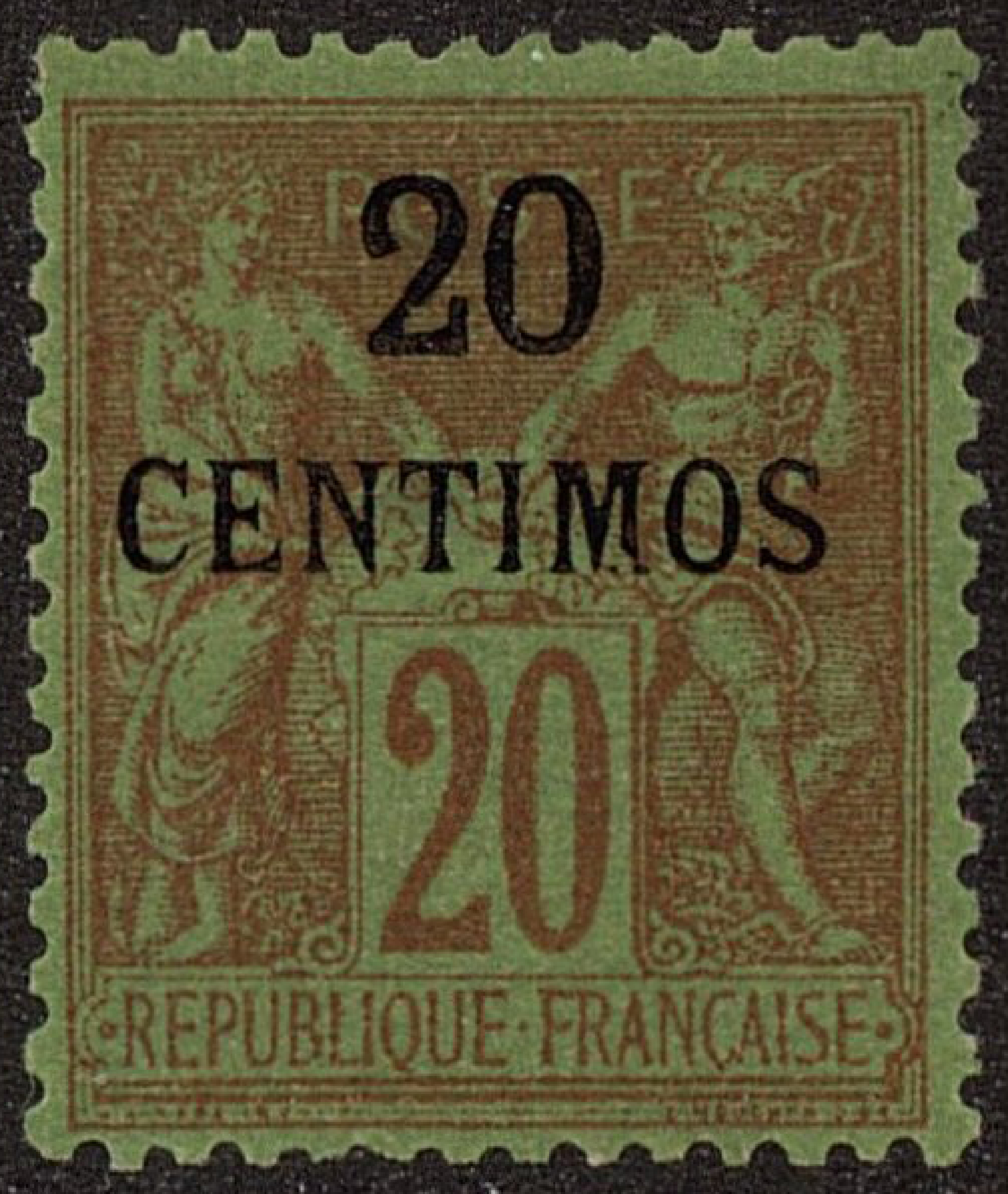
Надпечатка 20 сентимо на французской марке в 20 сантимов (Yt #4)
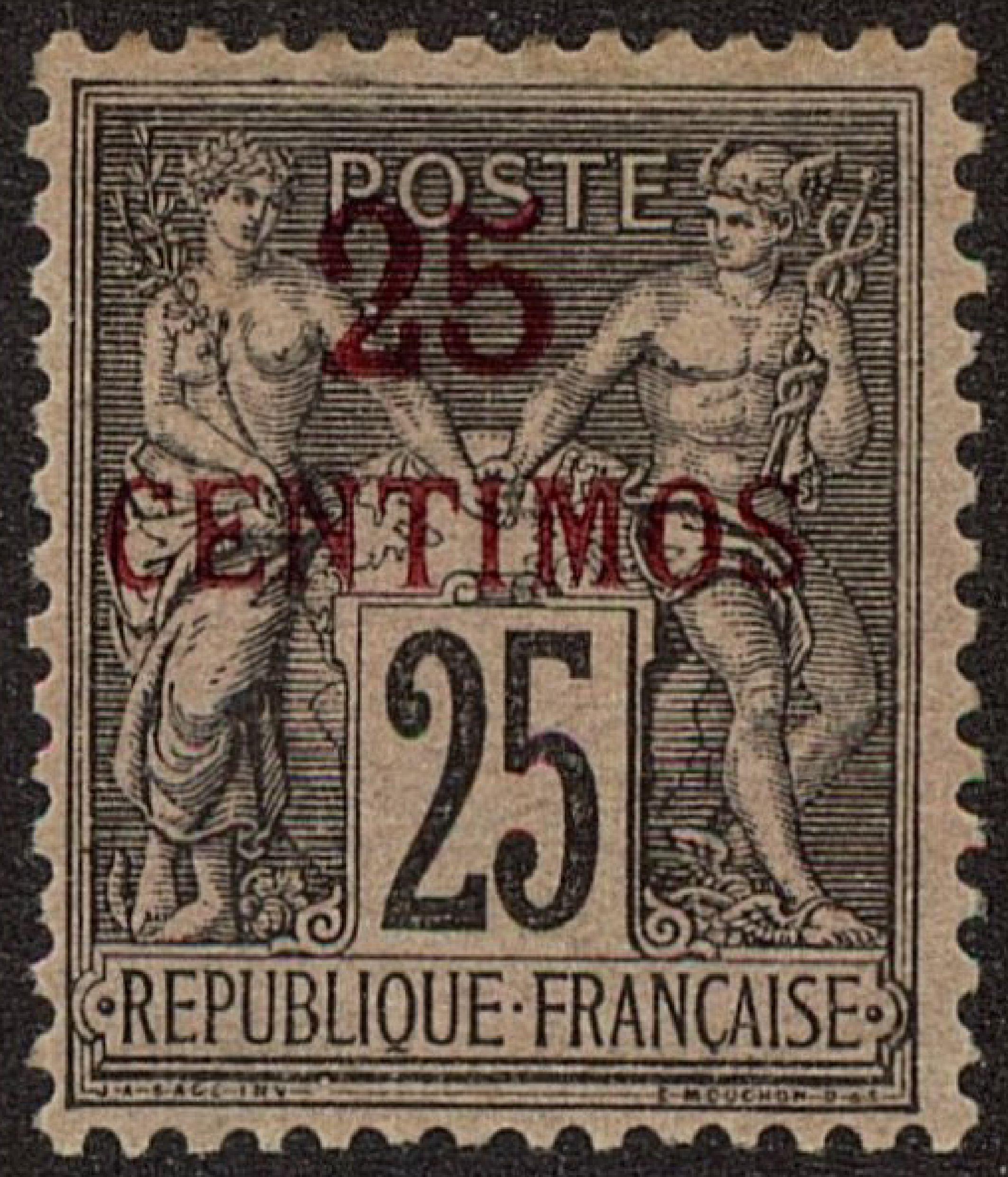
То же — 25 сентимо на марке в 25 сантимов
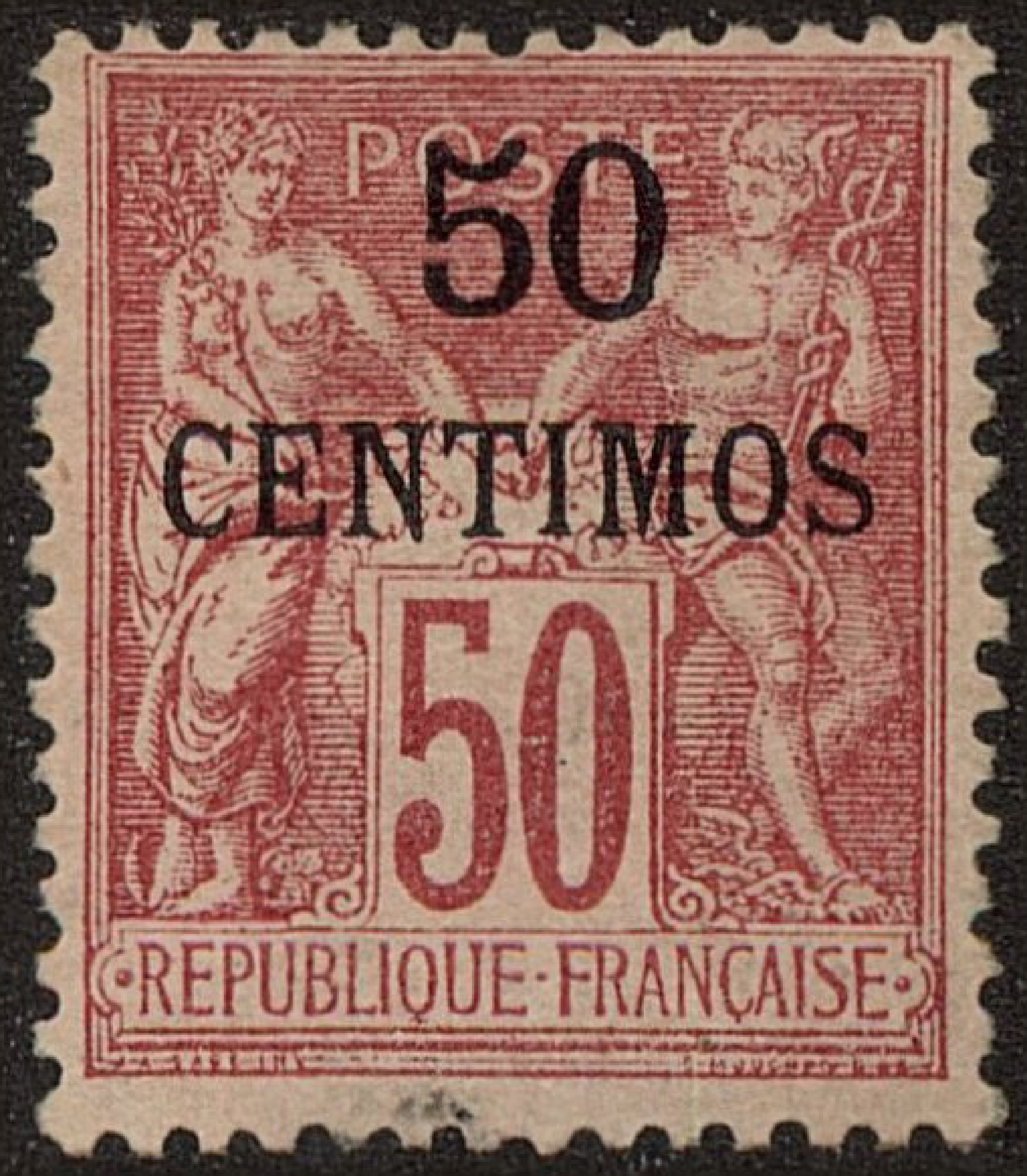
То же — 50 сентимо на марке в 50 сантимов
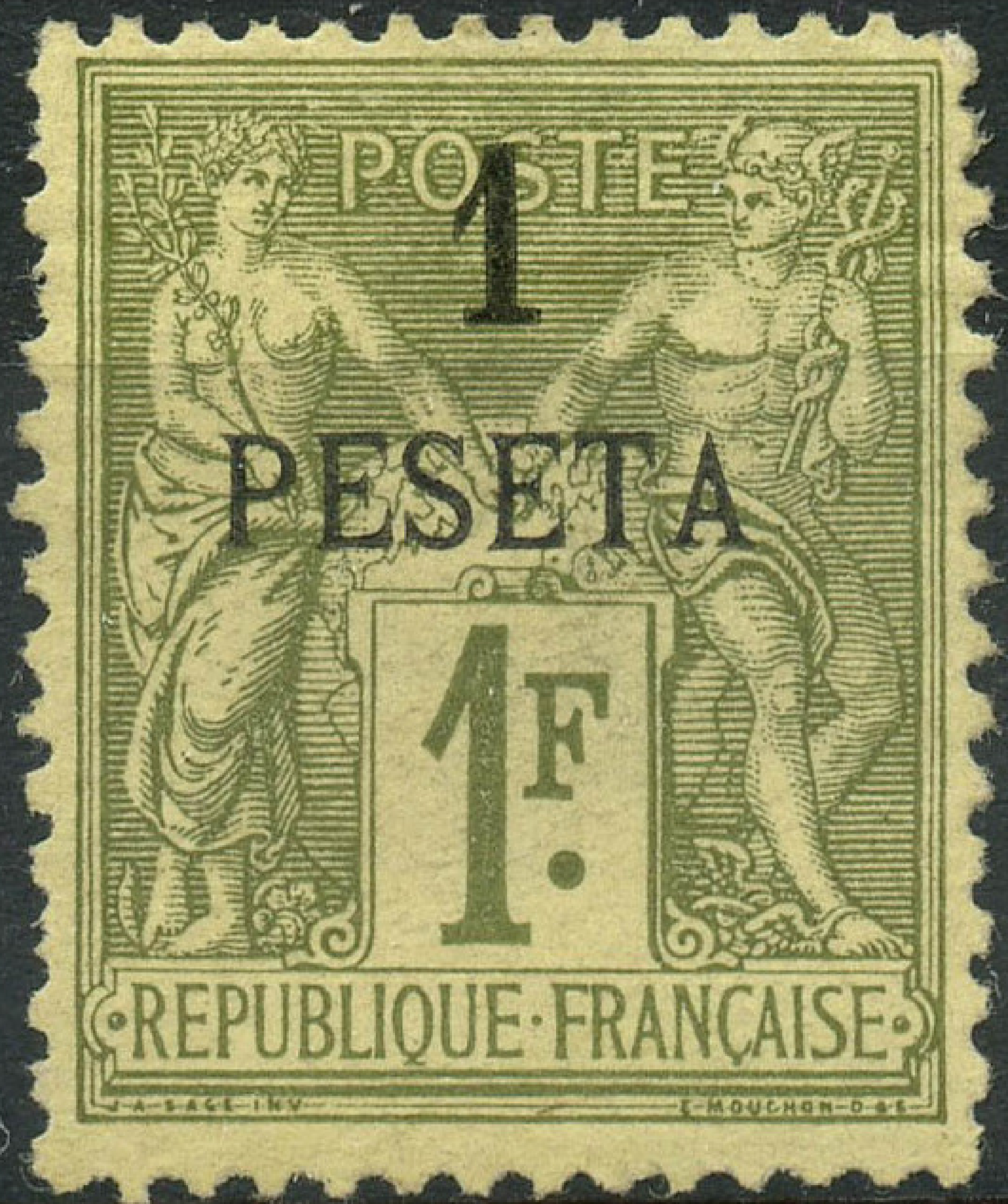
То же — 1 песета на марке в 1 франк

### Последующие эмиссии
Марки, подобные первому выпуску, продолжали печататься и далее, пока в 1902 году не были эмитированы знаки почтовой оплаты типа французских почтовых марок трёх дизайнов, но с оригинальной надписью «Maroc» («Марокко») и надпечаткой номинала в испанской валюте:

Марки с оригинальной надписью «Maroc» («Марокко»; 1902)
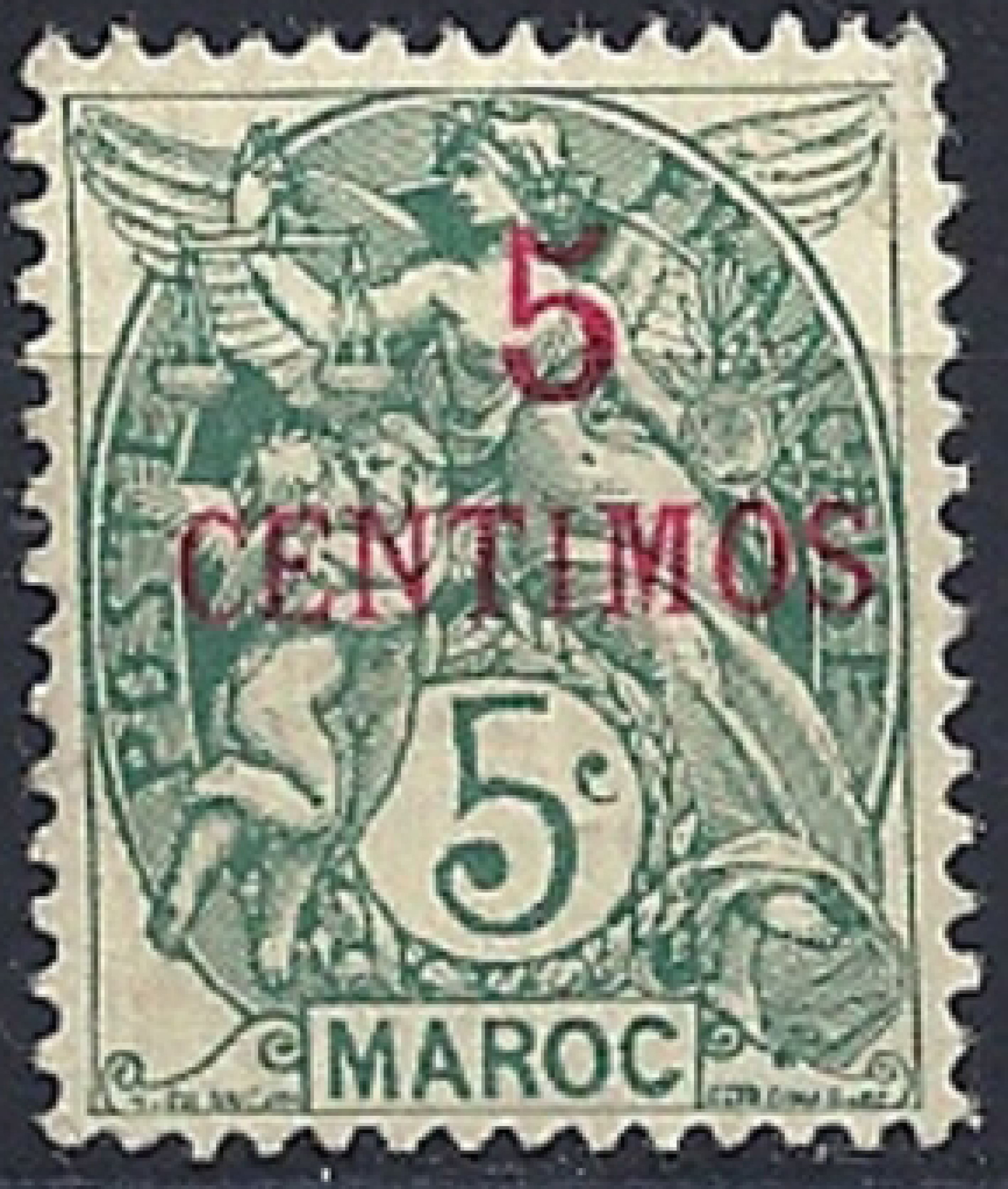
Надпечатка 5 сентимо на марке в 5 сантимов, тип Блан[фр.] (Yt #4)
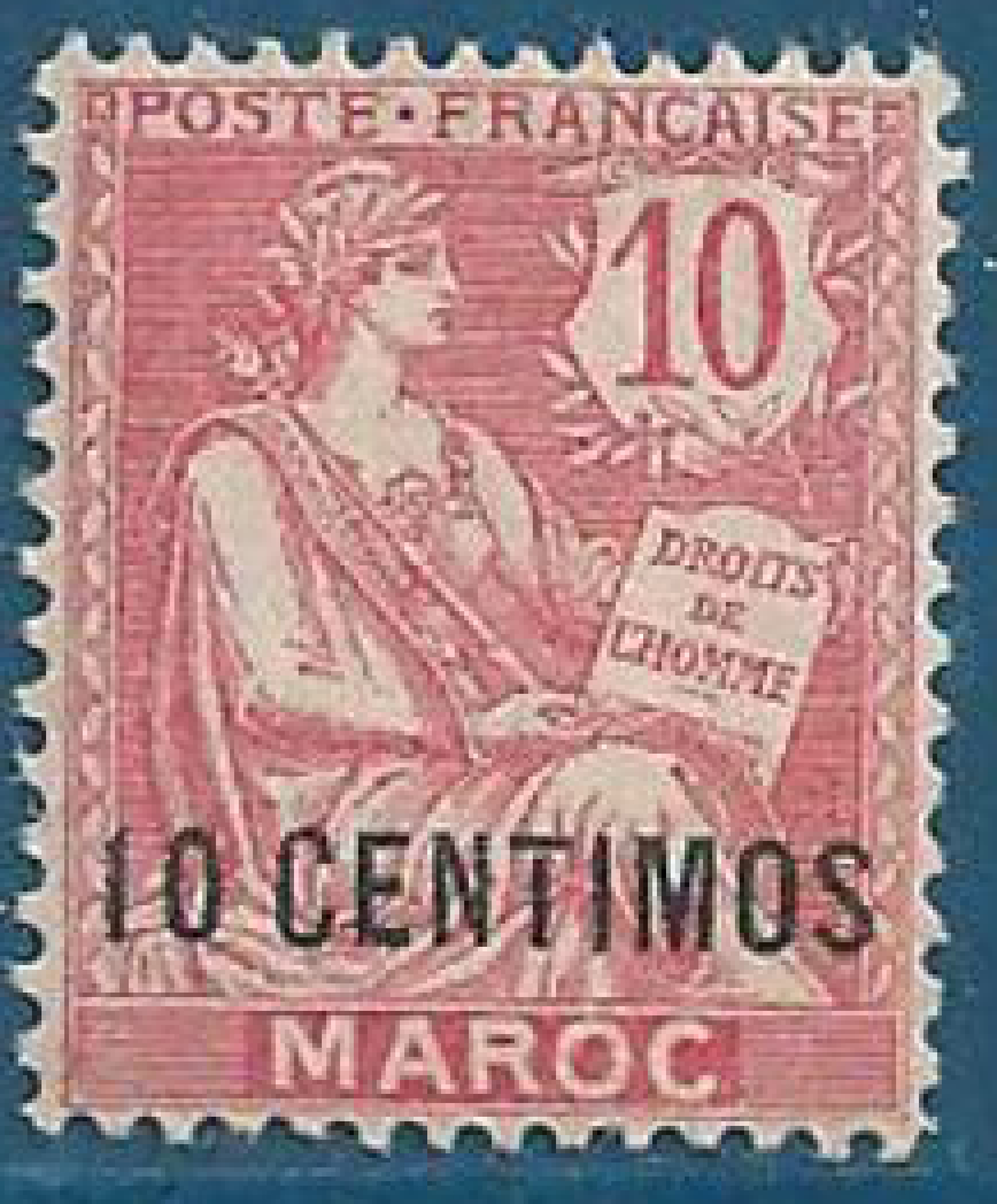
То же — 10 сентимо на марке в 10 сантимов, тип Мушон[фр.]
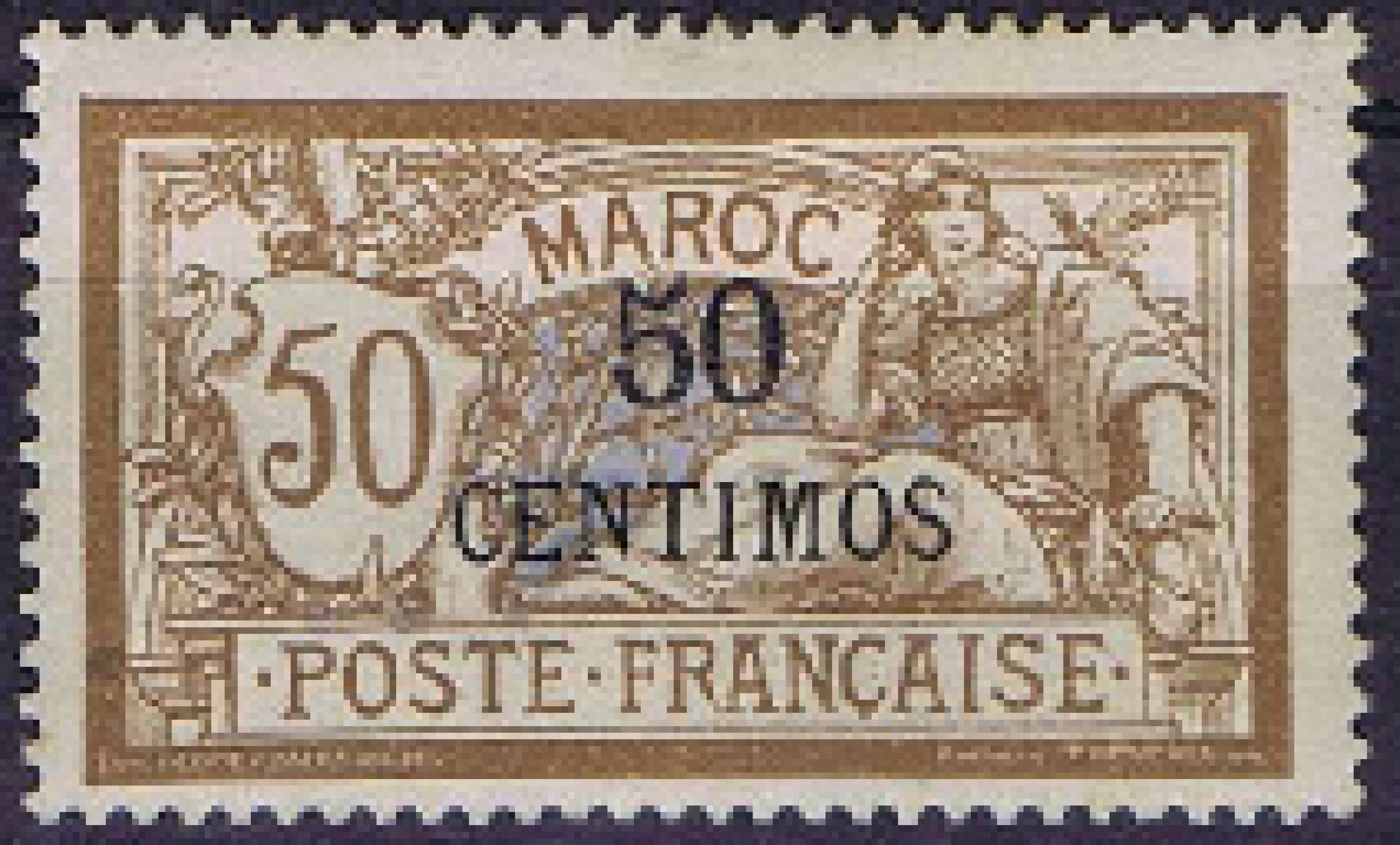
То же — 50 сентимо на марке в 50 сантимов, тип Мерсон[фр.]
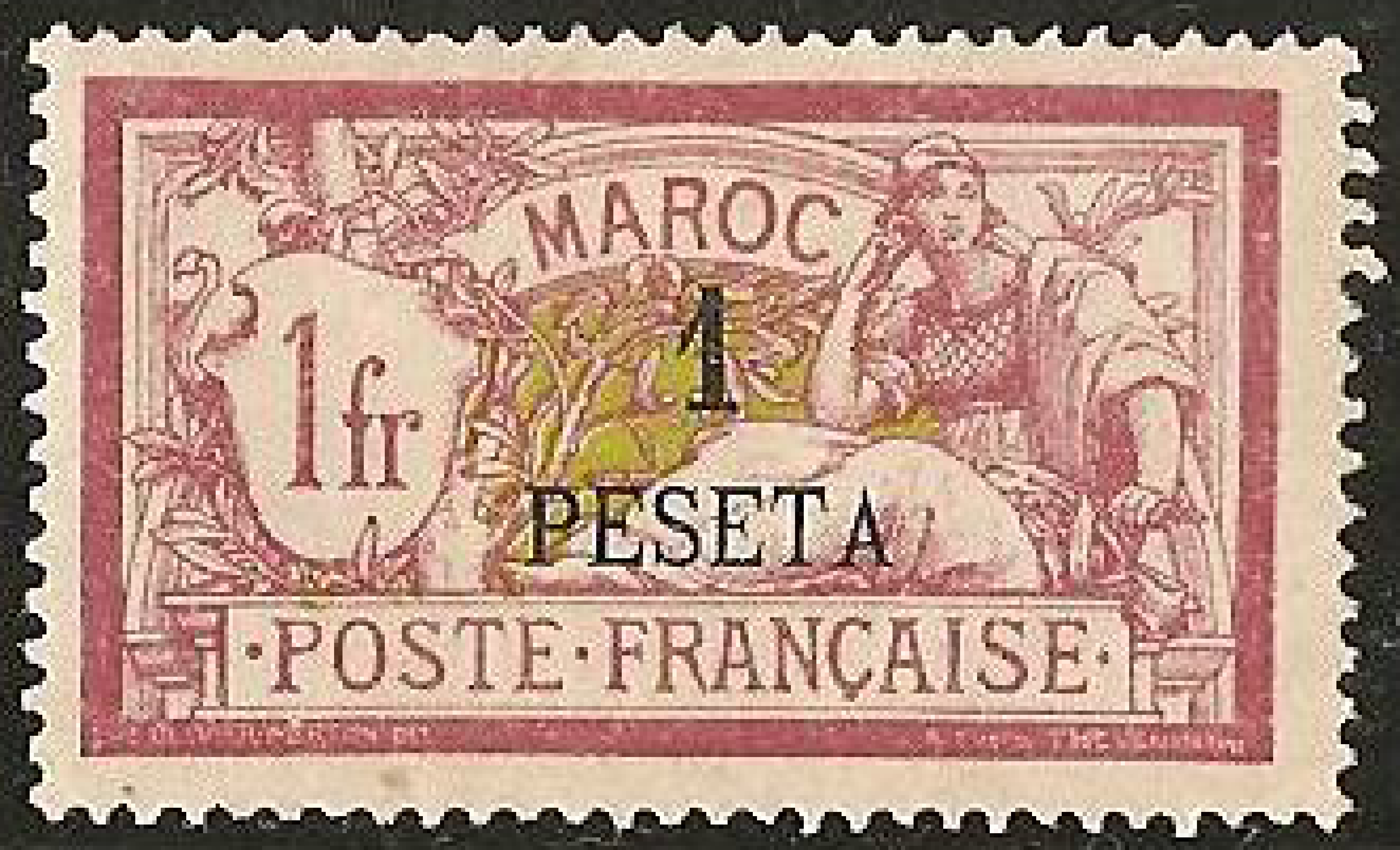
То же — 1 песета на марке в 1 франк, тип Мерсон
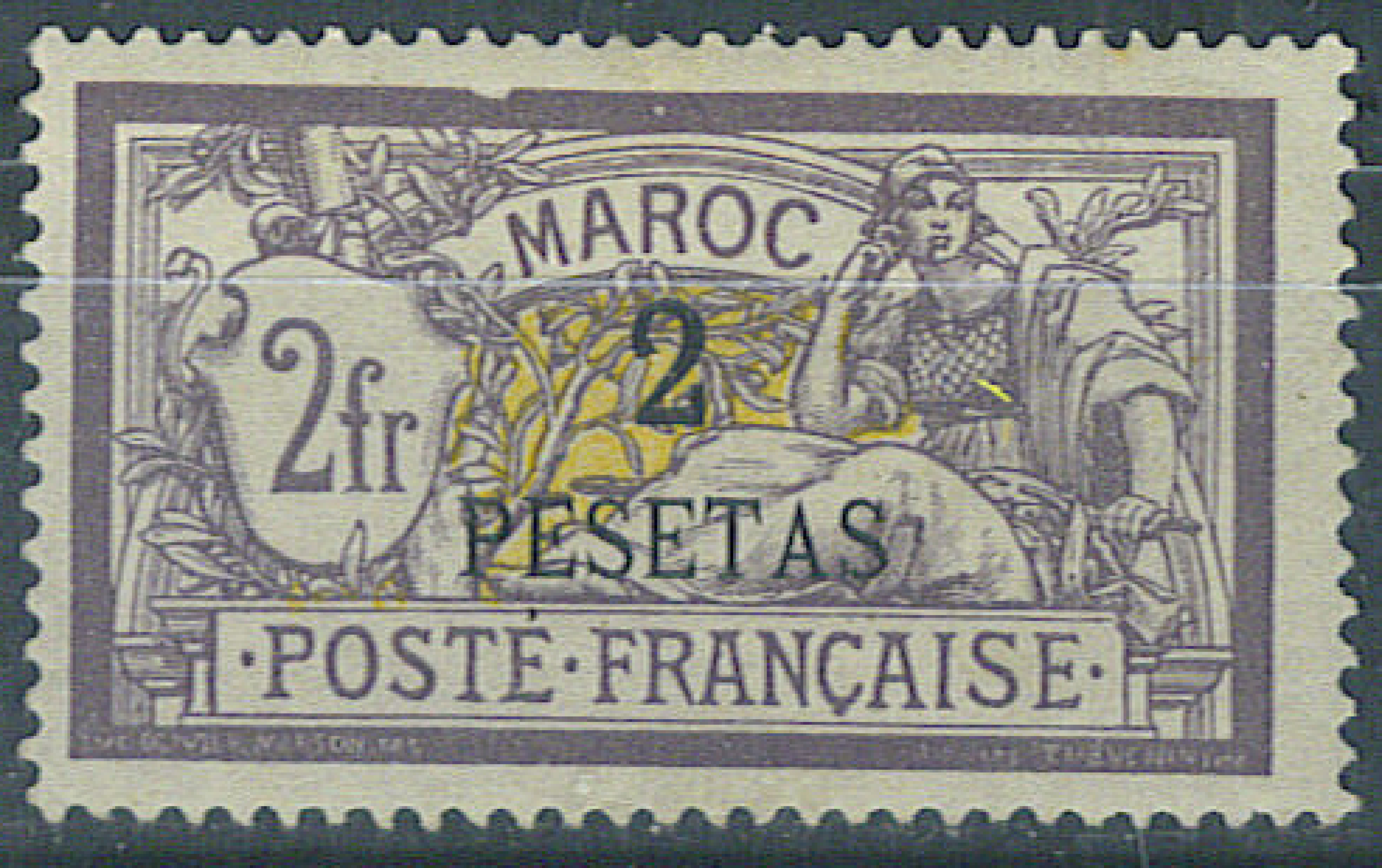
То же — 2 песеты на марке в 2 франка, тип Мерсон

Почтовые марки для французской почты в Марокко продолжали выпускаться до 1911 года. В 1911—1917 годах в почтовом обращении находились знаки оплаты типа марок Франции с надпечаткой на французском языке и с арабской надпечаткой:

Марки с оригинальной надписью «Maroc» («Марокко») и надпечаткой номинала на арабском языке (1911)
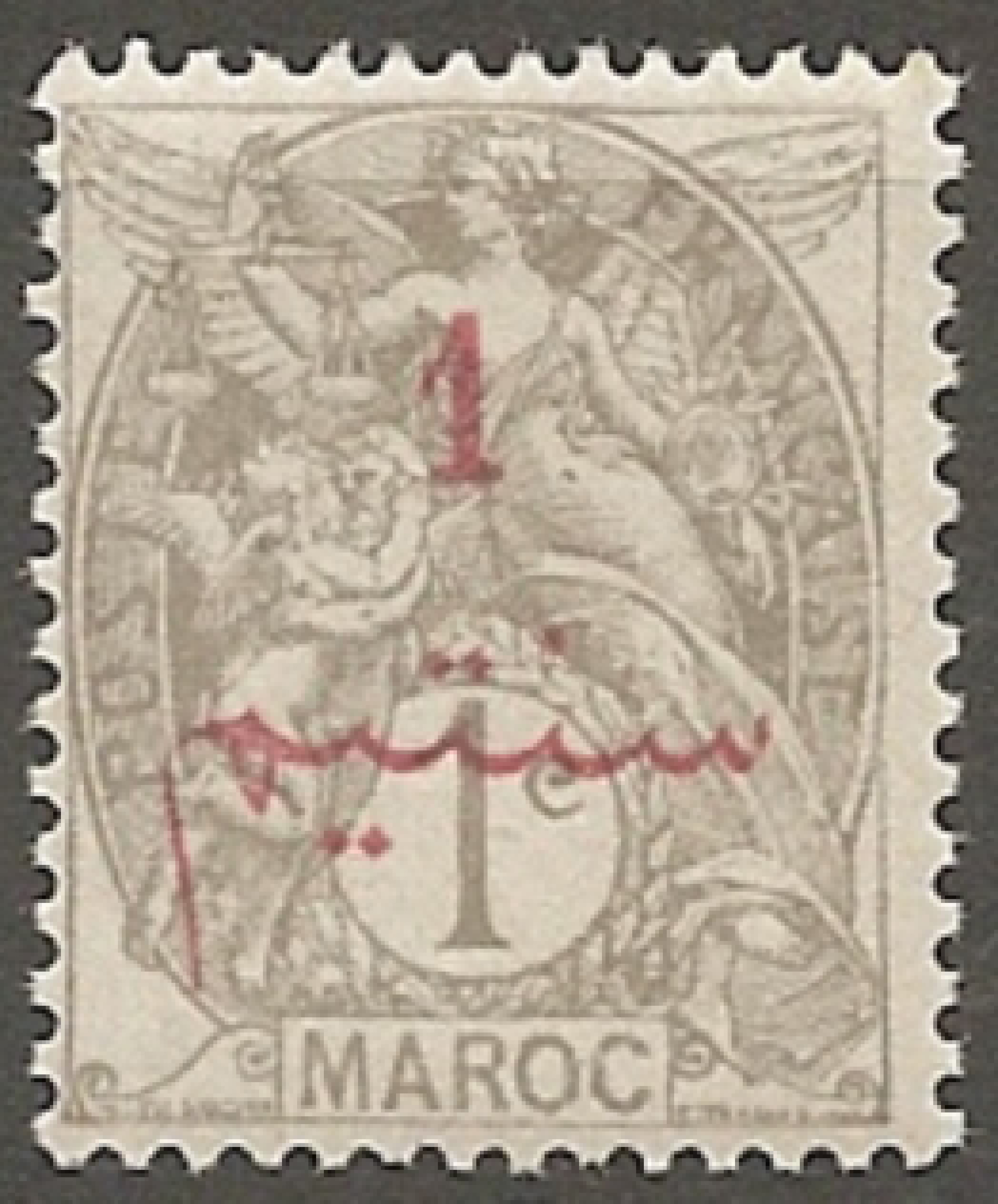
1 сантим, тип Блан[фр.] (Yt #4)
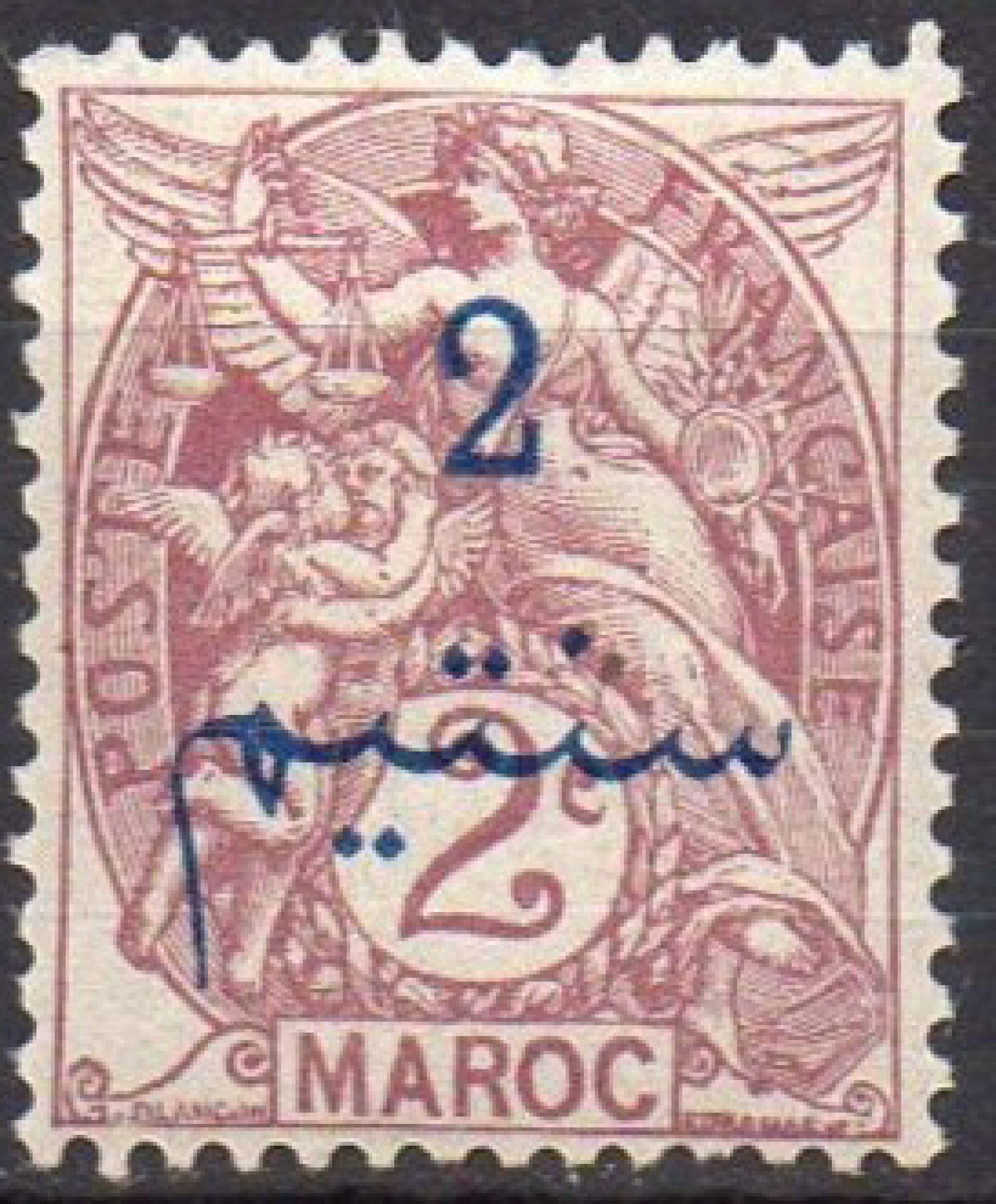
2 сантима, тип Блан
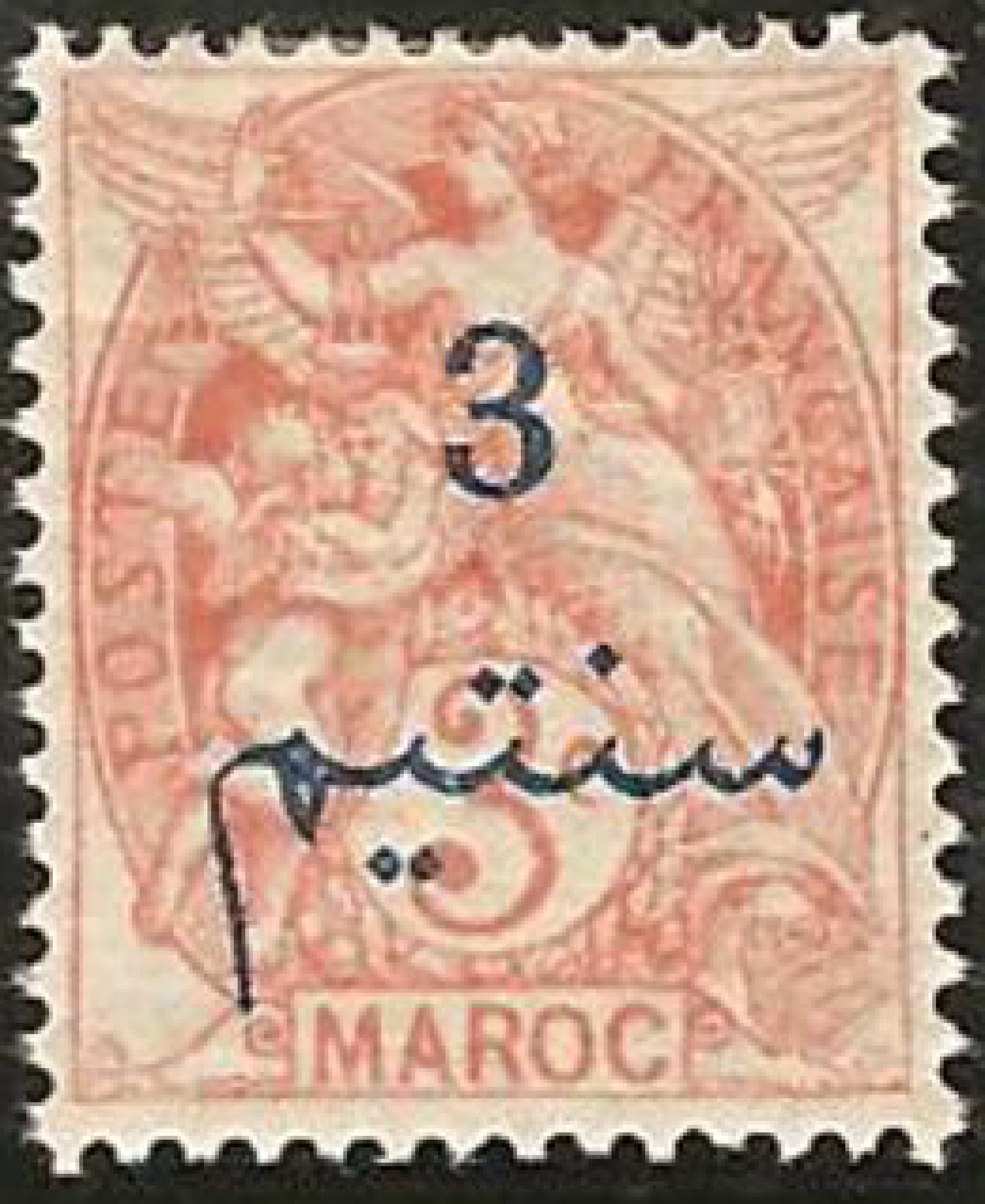
3 сантима, тип Блан
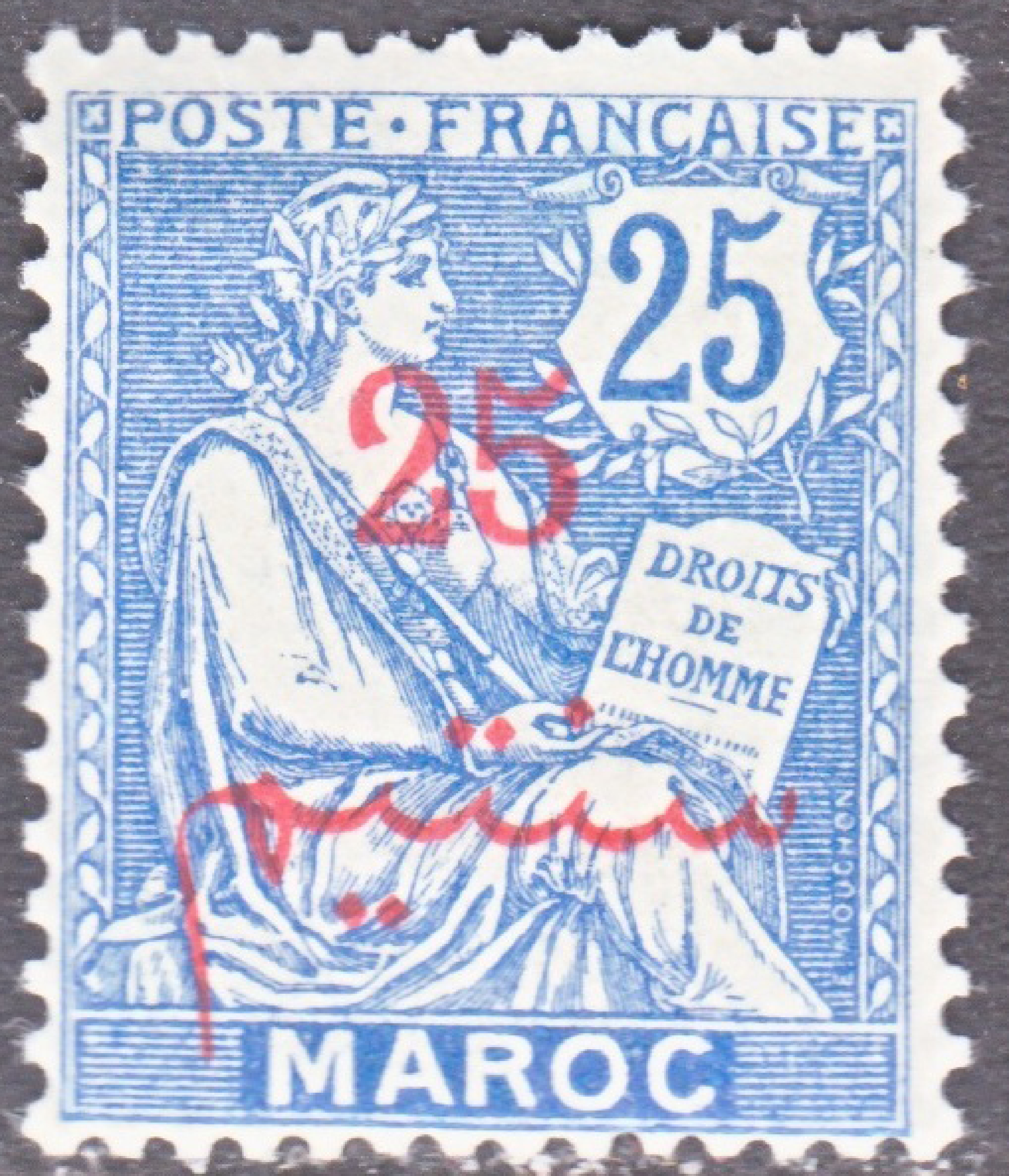
25 сантимов, тип Мушон[фр.]
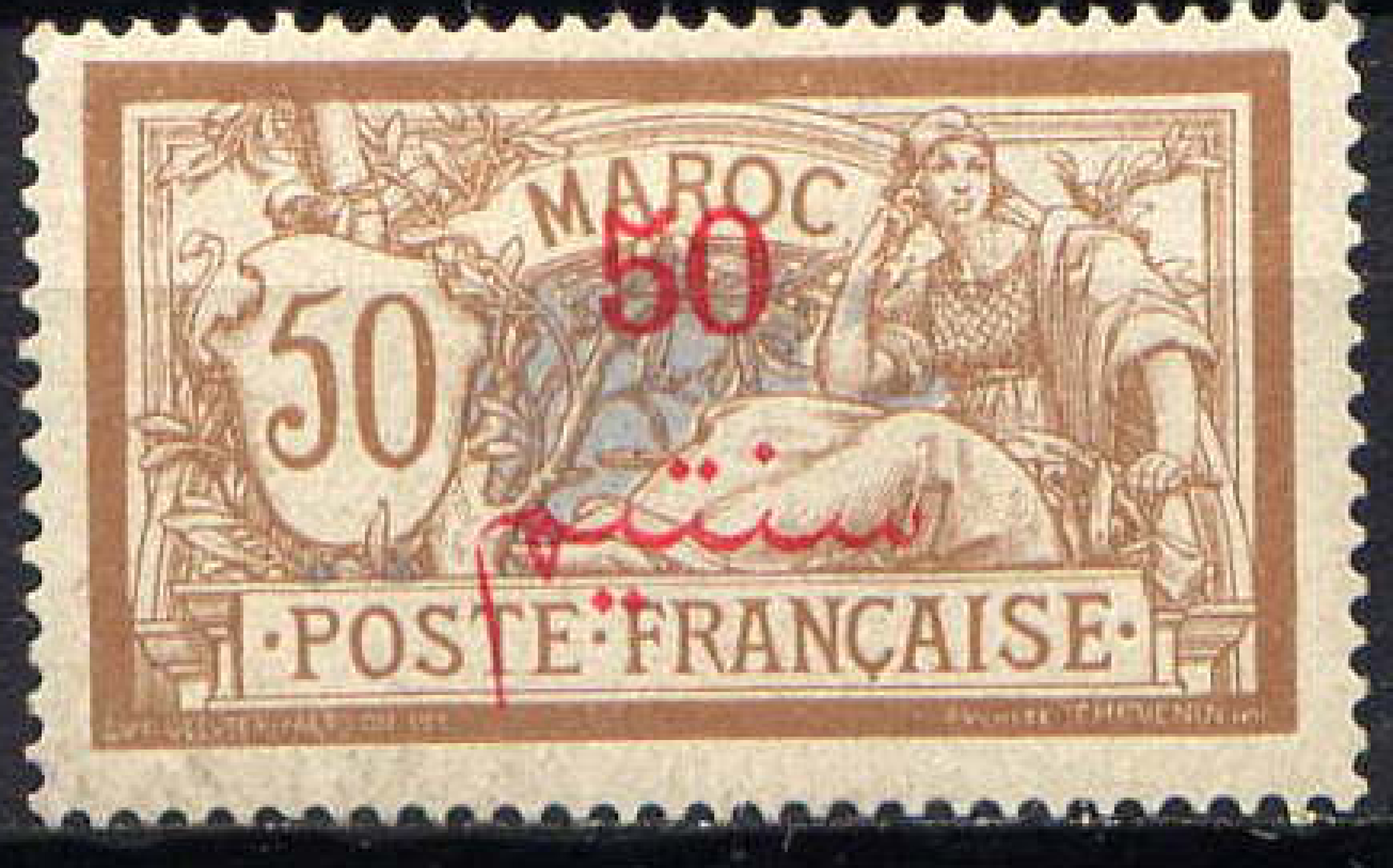
50 сантимов, тип Мерсон[фр.]
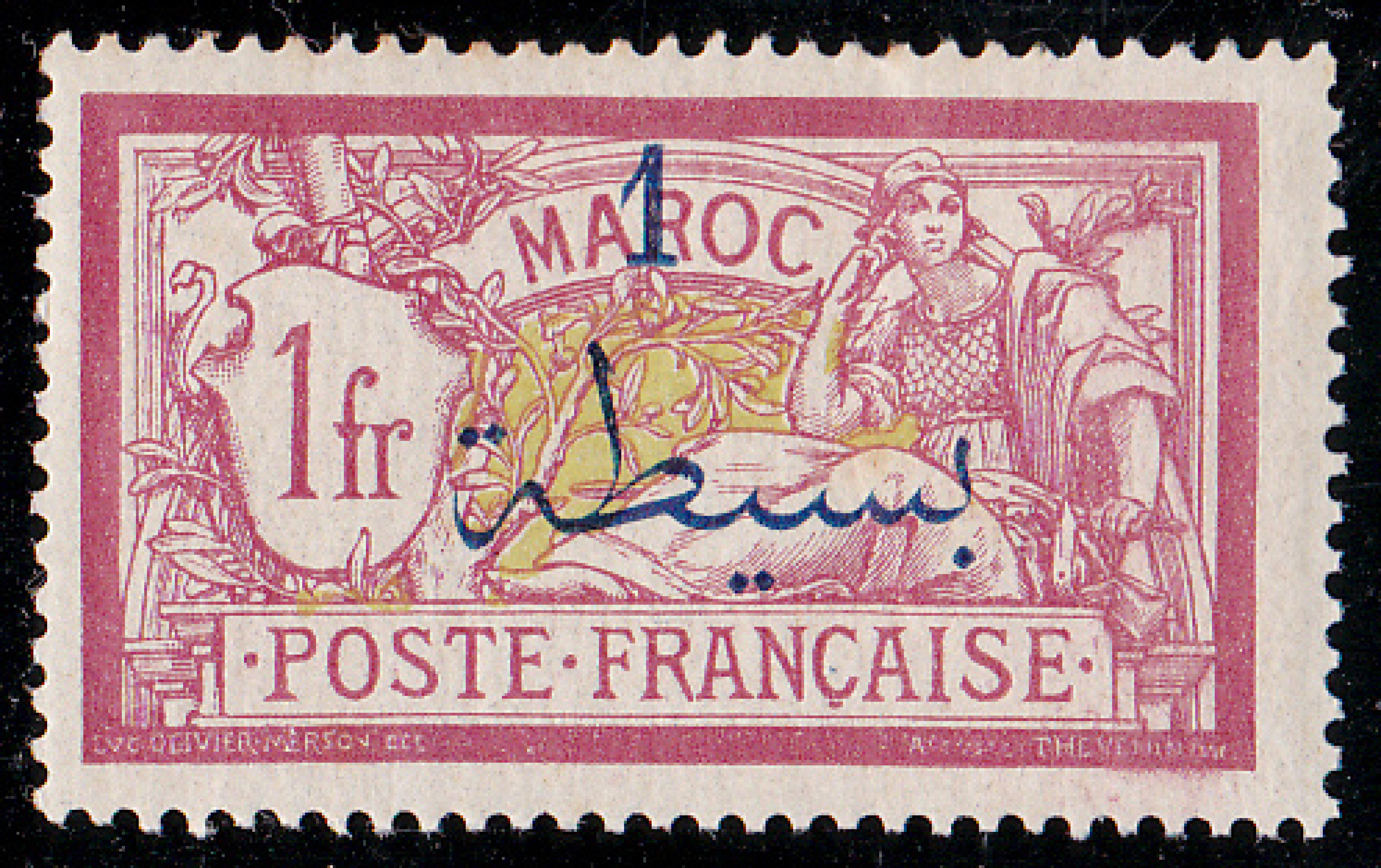
1 франк, тип Мерсон

## Доплатные марки
В 1896—1911 годах французскими почтовыми отделениями в Марокко использовались доплатные марки Франции с надпечаткой нового номинала. На них была обозначена надпись: «Chiffre-taxe á percevoir» («Сумма, подлежащая к оплате»).